# Монетниця гірська
Монетниця гірська, сольданела гірська (Soldanella montana) — вид квіткових рослин родини первоцвітових (Primulaceae).

## Біоморфологічна характеристика
Це багаторічна рослина 4–30 см заввишки, з приземною розеткою листків. Листкові пластини кругло-ниркоподібні, 2–6 см завширшки, зубчасті; листкові ніжки залозисто-волосисті. Суцвіття 3–6(8)-квіткове, квітконіжка залозиста. Чашолистки лінійні. Віночок широко-дзвоновий, 10–18 мм завдовжки, синьо-фіолетовий. Тичинок 5. Коробочка від циліндричної до подовжено-конічної, 8–15 мм завдовжки.

## Поширення
Австрія, Болгарія, Чехія, Словаччина, Німеччина, Італія, Польща, Румунія, Україна.
В Україні вид росте на субальпійських луках — у Карпатах, звичайно.

## Екологія
Солданель вальдська зустрічається в східному передгір'ї Альп, у східній частині Північних Вапнякових Альп аж до Віденського Шнебергу, у Баварському лісі та Чеському лісі, а також у Вальдвіртелі.
Зазвичай він процвітає на висоті від 800 до 1600 метрів. Він росте на моховитих, бідних на поживні речовини та основи, кислих сирих гумусових ґрунтах і, таким чином, має зовсім інші вимоги, ніж альпійський солданель, який віддає перевагу вапняним ґрунтам. Вона колонізує вологі місця в не надто густих ялинових лісах, але також заходить на плямисті, вологі та болотисті лісові луки, а також на сухі ділянки нагірних та проміжних боліт. У своїх біотопах вона майже завжди є деревоутворюючим видом. Вона є характерним видом асоціації ялинових лісів (Piceion). У Баварському лісі є характерним видом Calamagrostio villosae-Piceetum.